# Carnisser capnegre
El carnisser capnegre (Cracticus cassicus) és una espècie d'ocell de la família dels artàmids.

## Hàbitat i distribució
Habita boscos i vegetació secundària de les illes Aru, Waigeo, Batanta, Gebe, Salawati i Misool. Nova Guinea, incloent les illes Biak, Yapen i Numfor. Illes Trobriand i les illes D'Entrecasteaux.